# Мюлау (Ааргау)
Мюлау (нім. Mühlau AG) — громада  в Швейцарії в кантоні Ааргау, округ Мурі.

## Географія
Громада розташована на відстані близько 80 км на північний схід від Берна, 32 км на південний схід від Аарау.
Мюлау має площу 5,5 км², з яких на 11,1% дозволяється будівництво (житлове та будівництво доріг), 69,9% використовуються в сільськогосподарських цілях, 13,2% зайнято лісами, 5,8% не є продуктивними (річки, льодовики або гори).

## Демографія
2019 року в громаді мешкало 1209 осіб (+19,3% порівняно з 2010 роком), іноземців було 19,2%. Густота населення становила 219 осіб/км².
За віковим діапазоном населення розподілялося таким чином: 20,5% — особи молодші 20 років, 66,4% — особи у віці 20—64 років, 13,1% — особи у віці 65 років та старші. Було 518 помешкань (у середньому 2,3 особи в помешканні).
Із загальної кількості 341 працюючого 83 було зайнятих в первинному секторі, 127 — в обробній промисловості, 131 — в галузі послуг.